# آهوی ختن کوتوله
آهوی ختن کوتوله (نام علمی: Moschus berezovskii) نام یک گونه از تیره آهوی ختن است.